# Гінвіль
Гінвіль (нім. Hinwil) — місто  в Швейцарії в кантоні Цюрих, округ Гінвіль.

## Географія
Місто розташоване на відстані близько 115 км на схід від Берна, 25 км на схід від Цюриха.
Гінвіль має площу 22,3 км², з яких на 19,7% дозволяється будівництво (житлове та будівництво доріг), 51,9% використовуються в сільськогосподарських цілях, 26,6% зайнято лісами, 1,8% не є продуктивними (річки, льодовики або гори).

## Демографія
2019 року в місті мешкало 11 277 осіб (+8,7% порівняно з 2010 роком), іноземців було 17,1%. Густота населення становила 506 осіб/км².
За віковим діапазоном населення розподілялося таким чином: 19,6% — особи молодші 20 років, 60,6% — особи у віці 20—64 років, 19,9% — особи у віці 65 років та старші. Було 4953 помешкань (у середньому 2,2 особи в помешканні).
Із загальної кількості 6999 працюючих 174 було зайнятих в первинному секторі, 2511 — в обробній промисловості, 4314 — в галузі послуг.